# Negroppia cornuta
Negroppia cornuta är en kvalsterart som beskrevs av Vasiliu och Calugar 1977. Negroppia cornuta ingår i släktet Negroppia och familjen Ceratoppiidae. Inga underarter finns listade i Catalogue of Life.